# Бладрейн 2: Освобождение
«Бладрейн 2: Освобождение» (англ. BloodRayne: Deliverance) — художественный фильм режиссёра Уве Болла. Продолжение фильма «Бладрейн». Впервые фильм вышел 18 сентября 2007 года на DVD.

## Сюжет
Ньютон Пайлс (Крис Коппола) — журналист газеты Chicago Chronicle, приехал в небольшой городок в штате Монтана, самый тихий на границе, чтобы написать статью о Диком Западе. Спокойствие в городе заканчивается с прибытием банды ковбоев-вампиров под предводительством Билли Кида (Зак Уорд), которые убивают многих жителей и забирают их детей. 
Билли Кид — вампир из Трансильвании, которому уже 357 лет. Он маниакально желает создать армию ковбоев-вампиров, чтобы захватить всю страну. В этом ему противостоит Рейн (Натасия Мальте) — дампирша, рождённая в результате изнасилования её матери вампиром. Она имеет все силы вампиров, но не страдает от их слабостей. Главная героиня родилась более ста лет назад в Румынии и уже долгое время охотится на вампиров по всему миру. Теперь же она желает покончить с Билли.
Рейн встречается с легендарным Пэтом Гарретом (Майкл Паре). Прибыв в городок, она обнаруживает, что там правят вампиры, и пытается убить их серебряными пулями. За это местный шериф-вампир приговаривает её к повешению. Рейн пытается скрыться, но ей стреляют в спину. Пэт Гаррет спасает её. Рейн говорит ему, что ей необходима кровь для лечения ран. Он надрезает свою руку ножом, дампирша излечивается. Как и Рейн, Гаррет является членом Бримстоуна, тайного общества, веками охотящегося на вампиров. Понимая, что им нужны новобранцы, чтобы убить всех вампиров-ковбоев, они вербуют в команду ещё двоих: бесчестного проповедника (Майкл Эклунд) и разбойника Фрэнсона.
Прибыв в городок в полночь, герои в ожесточённой перестрелке убивают почти всех вампиров, но проповедник и Фрэнсон погибают. С помощью воспрянувших духом граждан городка Рейн и Гаррет добивают остальных вампиров. Остается лишь Билли Кид. После битвы между ним и Рейн он получает в спину очередь из пушки Гатлинга, управляемой Гарретом и деревянный кол в сердце.
Утром журналист Пайлс получает должность шерифа, а Рейн направляется в городок Тумстоун, где Уайетт Эрп борется с бандой вампиров-Клэйтонов. Хотя Гаррет предлагает ей свою помощь, она, как и всегда, уходит одна.

## В ролях
| Актёр              | Роль            |
| ------------------ | --------------- |
| Натасия Мальте     | Рейн            |
| Зак Уорд           | Билли Кид       |
| Майкл Паре         | Пэт Гарретт     |
| Крис Коппола       | Ньютон Пайлс    |
| Крис Спенсер       | Bartender Bob   |
| Брендан Флетчер    | Мюллер          |
| Сара-Джейн Редмонд | Марта           |
| Майкл Тиган        | Фрэнсон         |
| Майкл Эклунд       | проповедник     |
| Джодель Ферланд    | Салли           |
| Тайрон Лейтсо      | Fleetwood       |
| Майк Допуд         | Flintlock Hogan |